# Abreuvoir de Marly
Pour les articles homonymes, voir Abreuvoir (homonymie).
L'abreuvoir de Marly est un édifice situé dans et en contrebas du domaine national de Marly-le-Roi à Marly-le-Roi dans les Yvelines. 
L'abreuvoir de Marly fut le seul élément du domaine classé au titre des monuments historiques en 1862. Il fut un sujet de prédilection du peintre Alfred Sisley, dont les toiles figurant l'abreuvoir sont considérées comme une série de chefs-d'œuvre de l'impressionnisme.

## Histoire
Un premier abreuvoir est construit à cet emplacement en 1687 puis agrandi en 1698 pour donner sa forme actuelle. 
En 1702, les sculptures de Mercure à Cheval sur Pégase et de La Renommée à Cheval sur Pégase d'Antoine Coysevox sont installés aux angles sud du bassin.
En 1745, à la demande de Louis XV, Guillaume Coustou réalise les Chevaux de Marly, afin de remplacer le Mercure et la Renommée qui avaient été transférés aux Tuileries en 1719. Ces mêmes chevaux en marbre sont aujourd'hui remplacés par des répliques, et ont rejoint les originaux de Coysevox au Louvre. 
La partie haute de l'abreuvoir a été partiellement restaurée en 2005, sans toutefois restituer les lames d'eau.

## Architecture
L'abreuvoir est composé de deux bassins :
- la partie haute avec trois jets,
- la partie basse en pente légère depuis la route, pour permettre à l'époque d'y abreuver les chevaux.

Il reçoit pour l'alimenter les eaux des fontaines du parc. L'eau se déverse de la partie haute dans la partie basse par des lames d'eau. Les murs de soutènement sont décorés de rocailles et de coquillages. 
Depuis le parc, l'abreuvoir ne se découvre qu'arrivé au niveau de la terrasse qui le surplombe.

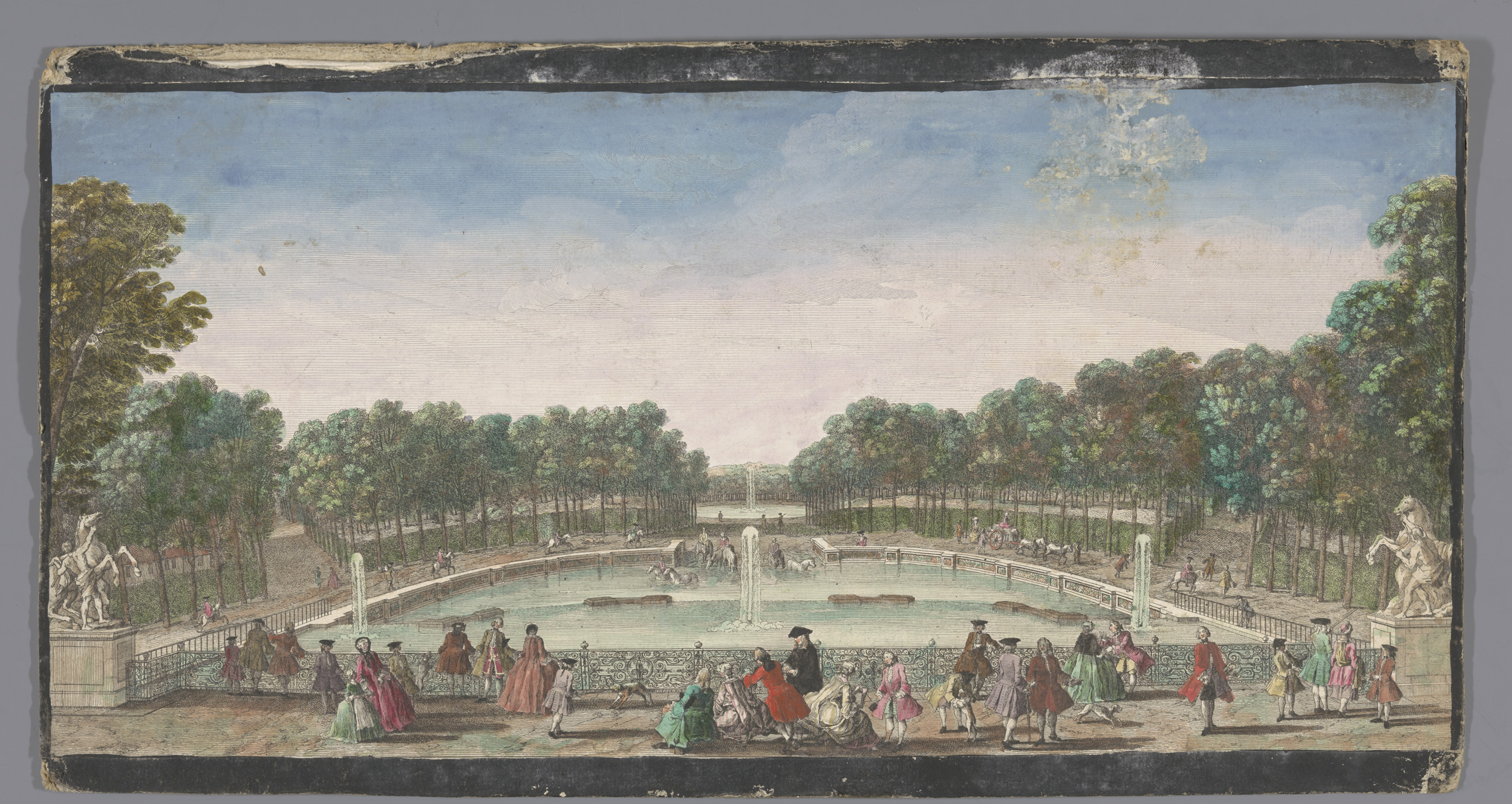
Abreuvoir de Marly.

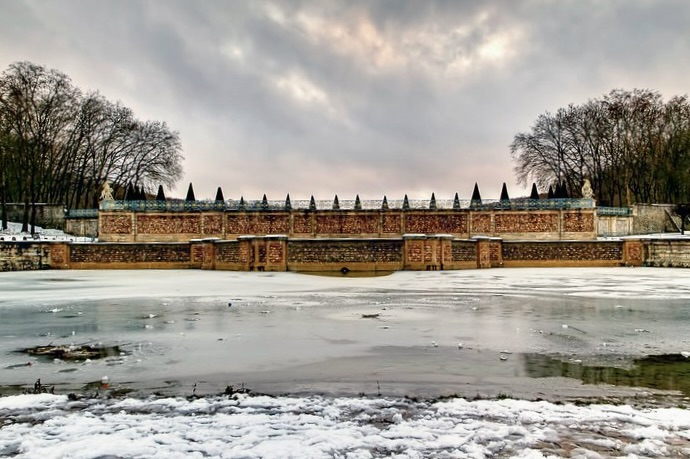
Chevaux de Marly ornant l'abreuvoir de Marly.